# Фантазия (Магреб)
Вижте пояснителната страница за други значения на Фантазия.
Фантазия (на арабски: فانتازيا) е традиционна демонстрация с коне, имитираща бойни действия, разпространена в Магреб. Обикновено се изпълнява по време на големи празненства и в края на традиционните берберски сватби. При типичната фантазия група конници яздят в редица в продължение на няколкоститин метра, в края на които стрелят във въздуха със стари пушки.